# المجلة الأمريكية للتغذية العلاجية
المجلة الأمريكية للتغذية السريرية هو مجلة شهرية لاستعراض المقالات في مجلة الطب الحيوي في مجال التغذية السريرية.
تأسست المجلة في عام 1952 باعتبارها مجلة التغذية السريرية ، التي حررت SO Waife ونشرتها مطبعة التغذية. واستمرت في سلسلة تحت العنوان الحالي من عام 1954 ونشرتها الجمعية الأمريكية للتغذية السريرية (ASCN). تم نشره الآن من قبل الجمعية الأمريكية للتغذية. اعتبارًا من يونيو 2009 رئيس تحرير المجلة هو دينيس م. بير (كلية طب بايلور).
حدد استطلاع للرأي أجراه قسم العلوم الطبية الحيوية والحياة في جمعية المكتبات الخاصة عام 2009 أن المجلة هي واحدة من «أكثر 100 مجلة مؤثرة... على مدار المائة عام الماضية» في مجالات البيولوجيا والطب. وفقًا لتقارير مجلة Journal Citation ، تحتوي المجلة على عامل التأثير لعام 2016 وهو 6.926.

## تضارب المصالح
أعربت ماريون نستله عن قلقها بشأن تضارب المصالح من قبل مجلس AJCN. تذكر شركة نستله أن هيئة التحرير المؤلفة من اثني عشر عضوًا «الغالبية - 7 من أصل 12 - تدرج قائمة الانتماءات الرئيسية للشركات. تشمل قائمة شركات المواد الغذائية التي يتشاورون معها أو ينصحون بها مثل كوكا كولا، بيبسي كولا، ذا شوجر رابطة، الرابطة الوطنية للمطعم، كوناجرا، مكدونالدز، كيلوغ، مارس، وغيرها الكثير.» 
في تقرير عام 2015، أعربت ميشيل سايمون أيضًا عن مخاوفها بشأن مشاركة الشركات في مجلات الجمعية الأمريكية للتغذية.
مجلة يسرد علنا تضارب المصالح من هيئة التحرير على موقعها على الإنترنت.